# رولف فاس
رولف فاس (انگلیسی: Rolf Fäs; ۱۸ اکتبر ۱۹۱۶ – ۲۴ اکتبر ۱۹۸۳) بازیکن هندبال اهل سوئیس بود.